# イタリア王国

イタリア王国
Regno d'Italia (イタリア語)

国の標語: Foedere Et Religione Tenemur（ラテン語）
我等、法と神によって守られん国歌: Marcia Reale d'Ordinanza（イタリア語）
王室行進曲Giovinezza（イタリア語）
青年（1922年-1943年）

第二次世界大戦中にイタリア王国支配下となった全領土

-   イタリア王国
-   イタリアの植民地及び占有地
-   イタリアの占領地及び保護領

| 先代 | 次代                                                |
| --- | --------------------------------------------------- |
| サルデーニャ王国 ロンバルド＝ヴェネト王国 教皇領 オーストリア帝国 オーストリア共和国 フィウーメ自由国 ユーゴスラビア | バチカン ユーゴスラビア イタリア トリエステ自由地域 |
イタリア王国（イタリアおうこく、イタリア語: Regno d'Italia）は、現在のイタリア共和国の前身となる王国である。イタリア統一運動の流れの中で1861年に成立し、1946年に共和制へ移行した。

## 概要
イタリア半島は長きに渡ってフランスやオーストリア帝国など大国の強い影響力のもと、小国の割拠する状態にあったが、1848年革命後にはイタリアの統一を期待する風潮が高まった（イタリア統一運動）。サヴォイア家の統治するサルデーニャ王国はイタリア北西部とサルデーニャ島を領有していた国家であったが、フランス帝国と結んでオーストリア帝国を破り、ヴェネト地方を除く北イタリアを統一した。ヴィットーリオ・エマヌエーレ2世は、ローマ以外の教皇領を併合して中部イタリアに領域を広げた。両シチリア王国を滅ぼした英雄ジュゼッペ・ガリバルディが南イタリアを献上したことでイタリアの大部分はサルデーニャの支配下となった。1861年3月17日、ヴェストファーレン条約によって廃止されていたイタリア王としてヴィットーリオ・エマヌエーレ2世が即位し、イタリア王国が成立した。「イタリア王国憲法」とされたのはサルデーニャ王国時代に制定されていたアルベルト憲章であり、1944年6月まで続けて用いられた。
民族統一主義（イリデンティズム）による大イタリア主義によって、統一後もオーストリア帝国支配下による未回収のイタリアと呼ばれる地域の併合が望まれ続けた。1866年のプラハ条約でヴェネトを併合した。また「遅れた先進国」として植民地の領有も盛んに推進され、1889年にはウッチャリ条約によりエチオピア北部のエリトリアを、1908年にはイタリア領ソマリランドを、1912年には伊土戦争の戦勝でリビアを獲得した。外交的には三国同盟に加わったが、三国協商とも関係を築いていた。三国協商側のイギリス、フランスと協力することで、アフリカ植民地を保持することなどを目的としていた。1915年のロンドン密約により未回収のイタリアの返還が約束されると連合国として第一次世界大戦に参戦した。しかし戦後のイタリア王国は五大国の一つとされたものの、獲得した領土は南ティロルやドデカネス諸島など僅かなものにとどまり、イタリア人が最も熱望していたフィウーメの獲得はできなかった。この「骨抜きにされた勝利 （Vittoria Mutilata）」への不満はガブリエーレ・ダンヌンツィオによるカルナーロ＝イタリア執政府の樹立運動や、ファシズムの台頭につながった。
1922年10月のローマ進軍によってベニート・ムッソリーニ率いるファシスト党が権力を掌握し、王権のもとにあるファシスト体制が構築された。1936年にはエチオピア帝国への侵攻を開始し（第二次エチオピア戦争）、イギリス・フランスと対立を深めた。孤立したイタリア王国はナチス・ドイツと接近し、枢軸国を形成することとなる。エチオピアはイタリア領東アフリカとして植民地とした。1939年にはアルバニア侵攻を行いアルバニア王国を同君連合として王国に組み込んだ。またユーゴスラビアにも進駐し、フィウメ一体を併合した。
第二次世界大戦においてはドイツ側について参戦し、北アフリカやバルカン半島に侵攻（ギリシャ・イタリア戦争）したが、これらは連合国側の強い抵抗によって停滞を続けた。ドイツがこの地域に介入すると、一時的に勢力を拡張したものの、次第に押されるようになった。連合国軍は1942年頃からアフリカに上陸し、1943年7月にはついにシチリア島に連合国軍が上陸した。この頃から国王ヴィットーリオ・エマヌエーレ3世やファシスト党の一部はムッソリーニを切り捨てて休戦を考えるようになり、ファシスト大評議会によって国王への統帥権返還が決議され、ムッソリーニは失脚、ピエトロ・バドリオ政権は連合国と休戦協定を結んだ（イタリアの降伏）。しかしこれを察知したドイツ側はイタリアの北半分を占拠し、ムッソリーニを首班にイタリア社会共和国を建国。イタリアはドイツと連合国の戦争の最前線となることとなった。南イタリアはバドリオ政権として翌月、対独宣戦。第二次世界大戦の終結後、1946年の国民投票によって王政は廃止されサヴォイア家はスイスへ2001年まで追放。イタリア共和国が成立した。

## 領域

### イタリア本土
イタリア王国成立当初の本土は、現在のイタリア共和国の領域本土からヴェネト州、南チロル（ボルツァーノ自治県）、トリエステ、イストリア半島などをのぞいた領域であった。1866年のプラハ条約でヴェネト、第一次世界大戦によって南チロル（ボルツァーノ自治県）、トリエステ、イストリア半島を獲得した。サルデーニャ王国の領土であったサヴォワとニースはフランスの協力を得るため割譲されており、第2次世界大戦中にはイタリア南仏進駐領域として占領された地域に含まれている。
フィウーメは、カルナーロ＝イタリア執政府の崩壊後は国際連盟管理下の自由都市フィウーメが成立した。1924年1月27日のローマ条約締結により、2月22日に正式にイタリア王国領土とされた。

### 保護領・海外領土
伊土戦争によって ドデカネス諸島とロドス島はイタリア王国の占領地となり、ロドス島は戦後も引き続きイタリアに占領された。1922年のローザンヌ条約によってドデカネス諸島とロドス島は正式にイタリア領となった。また第一次世界大戦後には、サザン島などアドリア海の島をいくつか領有している。
- イタリア領エーゲ海諸島

- イタリア領アルバニア

### 植民地
- イタリア領リビア
  - イタリア領トリポリタニア
  - フェザーン
  - イタリア領キレナイカ
- イタリア領ソマリランド
  - ジュバランド（1924年-）
- イタリア領エリトリア
- イタリア領エチオピア（英語版）（エリトリア及びソマリランドと合わせてイタリア領東アフリカ）
- 天津イタリア租界（中国語版、イタリア語版）

### 占領地
- イタリア南仏進駐領域
- ピンドス公国・マケドニア公国
- ダルマチア県（イタリア語版）

## 歴史

### 建国期
1861年、サルデーニャ王国によるイタリア統一（リソルジメント）により成立し、サルデーニャ国王ヴィットーリオ・エマヌエーレ2世がイタリア国王となった。イタリア統一後、軍隊が解体され、多くの者が失職したことに加え、統一国家に理想を描いていた者や罪の減免を約束されて戦争に参加した者の希望が容れられず、国内は安定しなかった。とりわけ征服された南イタリアで統一政府への反発が強く、彼らはクロッコに代表されるブリガンテ（「山賊」「匪賊」と和訳される）になって、王国に反旗を翻した（→イタリア統一運動#南部問題の発生も参照）。ブリガンテは1861年のクロッコによるメルフィ侵攻から本格化するが、地主からの略奪を主とする活動は民衆から歓呼の声をもって迎えられた。ローマ問題に端を発する1862年のガリバルディによるアスプロモンテの変を機とした戒厳令や、それに続く1863年のピカ法の制定により、ブリガンテに対する圧力が高まる。苦しさから民衆を襲うようになったブリガンテは次第に支持を失っていき、1864年に内通者が出て情報を漏らしたことから、一気に収束へ向かっていく。1865年、トリノからフィレンツェに遷都する。翌年、デンマーク戦争後のプロイセンとオーストリア間での領有権を巡って始まった普墺戦争に介入した第3次イタリア独立戦争ではプロイセン側として参戦した。その結果、オーストリア領土のうちトレンティーノとトリエステを残してヴェネトを併合する。

### 普仏戦争とローマ遷都
1870年に起こった普仏戦争によりローマ教皇領を守護していたフランス軍が撤退すると、教皇領を占領し（ローマ占領）、イタリア全土の統一を達成した。翌年ローマへ遷都する。また同年5月13日に教皇保障法を制定してその地位を保障しようとするが、教皇側が拒否、国政への不参加を呼びかけるなど、イタリア王国とローマ教皇の対立構図が形成され、ムッソリーニ政権時にラテラノ条約（1929年）が結ばれるまで続いた。

### チュニジア問題と三国同盟
1881年のフランスによるチュニジア侵攻をきっかけに、フランス首相ジュール・フェリーが主導する領土拡張論と対立し、1882年に三国同盟を締結した。しかし、その後は他の欧米列強と同様に植民地獲得を模索し、帝国主義政策を展開した。1889年にはソマリランドの植民地化を開始している。1893年には、アフリカ大陸で唯一の独立国であったエチオピアに侵攻したが、フランスの支援のもとに高度な近代化に成功していたエチオピア軍を侮り、寡兵にて挑んだことからアドワの戦いで敗北を喫した（第一次エチオピア戦争）。しかし、1902年には清国で義和団の乱を鎮圧した結果、天津租界を獲得し、1911年にはリビアの領有権を巡ってオスマン帝国と争った末に勝利を収め（伊土戦争）、1912年に同地を併合した。

### 第一次世界大戦
第一次世界大戦では、領土問題（未回収のイタリア）でオーストリアと対立していたために、三国同盟（1882年）は防衛のための条約であるとし、仏伊協商（1902年）を理由に局外中立宣言を出した。しばらくは戦況を静観していたが、1915年にロンドン秘密条約を結び、未回収のイタリア及びイストリア、ダルマチアの割譲を条件に連合国側として参戦した。天然の要害たるアルプス山脈に立てこもるオーストリア軍に対し、イタリア王国は地形的不利を補うため多くの新規兵を徴兵して戦いを挑んだ。無数にわたる正面突撃によってイタリア王国軍はおびただしい数の戦死者を出すが、少しずつ戦線を切り開いてゴリツィアなどの重要拠点を制圧する。オーストリア軍の救援に訪れたドイツ軍の新戦術（浸透戦術）によって苦戦を強いられつつも、最終的には押し返して連合国の勝利に貢献した。
戦勝国となったことで、前近代のイタリア戦争から数百年もの間にわたって仮想敵であり続けたハプスブルク家の勢力を壊滅に追い込み、第一次世界大戦においてイタリアは国際連盟の常任理事国になるなど、国際社会での地位を高めた。しかし、イギリス、フランス、日本、アメリカと共に主導したパリ講和会議では、トリエステ、南チロルとイストリアの併合は認められたものの、戦後の民族自決の機運の高まりによってダルマチアを断念せざるを得なくなった。オルランド首相は抗議して一時会議から帰国したものの、結局これを承認せざるを得なくなった。このためイタリア国民の間では「傷つけられた勝利」「講和会議の敗戦国」といった不満が広がった。領有を果たせなかったフィウーメを占領するという実力行使（カルナーロ＝イタリア執政府）に出たのが愛国派詩人のダンヌンツィオだったが、講和会議の決定を覆すことは出来ず、イタリア政府はダンヌンツィオ政府を追放、その後フィウーメは自由都市とされた。
第一次世界大戦を戦い抜くことは、イタリア経済に重すぎる負担となっていた。戦後訪れたインフレーションは貧民層の不満を引き起こし、北部のトリノ、ミラノといった工業都市で労働者の工場占拠などが起こった。南部でも農村労働者、小作人などの暴動が相次いだ。こうした動きは、有産階級の危機感を強めさせた。

### ファシズムの台頭
こうした不穏な情勢下で、ベニート・ムッソリーニはファシスト党の前身、イタリア戦闘者ファッシを組織した。その主張は、社会政策の充実を掲げつつナショナリズムを擁護し、既存政党を批判するものであった。しかし、ミラノで選挙に出馬するものの完敗し、ムッソリーニが一時逮捕されるなど、その活動は当初行き詰まりを見せていた。
都市部、農村部の双方で、資本家、地主と労働者、小作人の間の対立構図が続いた。貧民よりの姿勢をとる社会党政府に不満を抱いた地主層は、ファシスト勢力と結託して農村部の社会党、労働組合の拠点などをあいついで襲撃した。これを「懲罰遠征」とも称する。当初は、農村部の各地でラスと呼ばれる地域ごとの指導者が権力を握っていたが、ムッソリーニは徐々に地方勢力を束ねて中央集権化を推進した。こうした議会活動に拠らない直接行動を通じて「イタリア戦闘者ファッシ」は保守層の支持をつかみ、1921年までには党員を10万人程度まで拡大させ、同年に全国ファシスト党として改組した。
1922年、ムッソリーニは直接的な実力行使による政権掌握を目論み、ローマ進軍を起こした。ファクタ首相は戒厳令を発して対処しようとしたが、ヴィットーリオ・エマヌエーレ3世は署名を拒否し、ムッソリーニに組閣を命じたため、ムッソリーニ内閣が成立した。1924年にはローマ条約によってフィウーメの併合を果たし、1926年にはアルバニアを保護国化した。同年、議会でファシスト党以外の全党を解散させることで一党独裁制を築き、1928年にはファシスト党の最高議決機関であったファシズム大評議会を正式な国家の最高機関と定めた。ここに一党独裁制は完成した。

### ドイツへの接近
ムッソリーニ体制のイタリア王国は、1929年のバチカンとのラテラノ条約締結により、教皇領奪取以来のバチカンとの関係改善に成功した。一方で、ドイツとの関係はムッソリーニが親交を結んでいたオーストリア首相エンゲルベルト・ドルフースの暗殺もあり、冷え切ったものとなっていた。
しかし1935年には第二次エチオピア戦争を起こし、国際社会の反発を強く受けるようになった。1936年にはエチオピアを併合し、ヴィットーリオ・エマヌエーレ3世を皇帝とするイタリア領東アフリカが成立した。国際的に孤立したイタリアは、同じく国際社会で孤立していたドイツに接近して、「ローマとベルリンの枢軸」の名の下、アンシュルスを承認した。1937年には防共協定に参加し、12月11日に国際連盟を脱退した。1939年にはアルバニア王国に侵攻（イタリアのアルバニア侵攻）、アルバニア王ゾグー1世を追放し、アルバニアを保護領とした。

### 第二次世界大戦
1940年6月10日、ナチス・ドイツのフランス侵攻で敗北が目前となっていたフランスに参戦を宣言し、コート・ダジュールに進軍を開始した（イタリア王国のフランス侵攻）。
1940年9月12日、アフリカ大陸のリビアに展開していたイタリア軍は国境線を越えてエジプトに侵攻を開始。エジプトに駐留するイギリス軍との間で砲撃戦を開始した。当初、イギリスの支配下にあったエジプトおよび周辺部を三方向（一隊は北リビアから地中海沿いにスエズ運河を、一隊は南リビアから英領スーダンを横断し、一隊はエリトリアから紅海のポートスーダンに至る）から蹂躙する構想であったが早々に頓挫した。
1940年10月28日、前年より軍を進駐させていたアルバニアから10個師団をもってギリシャ王国に侵攻（ギリシャ・イタリア戦争）を開始するも、
ギリシャ軍の強固な抵抗とイタリア軍の練度不足から戦線が膠着。一時はアルバニア側に逆侵攻される失態を演じた。結果的に翌1941年4月6日、同盟国のドイツ国防軍がブルガリア軍とともにギリシャに侵攻を開始したことで、ようやく（三か国による）占領は達成された。
これら1940年に始めた軍事作戦は、いずれも装備の陳腐化や物資不足などにより思うように進まず、ムッソリーニの威信は大きく低下した。
1943年には北アフリカを失陥し、連合国によるイタリア上陸作戦は目前に迫っていた。国王やファシスト党内の和平派は休戦へと動くために政変を起こし、7月25日にムッソリーニは解任・逮捕された。後継のバドリオ政権は9月8日に連合国との休戦条約を発表し、これは後に無条件降伏とされた。しかしこの動きを察知していたドイツ軍はイタリア北部を占領し、救出したムッソリーニを首班とするイタリア社会共和国を建国させたが、もはやドイツによる傀儡に過ぎなかった。一方のイタリア王国も連合国の占領下に置かれた上、連合国と同盟関係にない共同参戦国として、ドイツ軍および社会共和国と戦うことになった。1945年4月、駐伊ドイツ軍が降伏に動いたことによりイタリア社会共和国は崩壊し、スイスへと撤退するドイツ軍に紛れ、ムッソリーニは逃亡を試みた。しかしまもなくパルチザンによって処刑され、イタリア半島における戦争は5月には終結した。

### 共和国への移行
しかし、ローマ進軍以来ムッソリーニの独裁を後押ししたかたちのサヴォイア王家は国民の信頼を失いつつあった。伝統的に王国時代が長い南イタリアでは王室への強固な支持があったものの、都市国家の伝統ある北部は王家を信任せず、また王室の強い支持基盤であったカトリック教会が国民投票で中立を宣言したことも背景にあった。
1946年5月9日、エマヌエーレ3世が退位しウンベルト2世が即位するも、同年6月2日行われた王政廃止の賛否を問う国民投票では賛成54%の僅差で王政廃止が決定。ウンベルト2世は廃位され、共和制を採択してイタリア共和国が成立した。

## 歴代国王
1. ヴィットーリオ・エマヌエーレ2世（在位：1861年 - 1878年）
2. ウンベルト1世（在位：1878年 - 1900年）
3. ヴィットーリオ・エマヌエーレ3世（在位：1900年 - 1946年）
4. ウンベルト2世（在位：1946年）